# تک والد
تک والد شخصی است که با فرزند یا فرزندانش زندگی می‌کند، در حالی‌که همسر یا شریکی که با آن زندگی کند ندارد. از دلایل تک والدی شدن می‌توان به طلاق، جدایی، رها شدن، مرگ والد دیگر، زایمان توسط یک فرد مجرد یا فرزندخواندگی یک نفر اشاره کرد. خانواده تک والد خانواده‌ای است دارای فرزندان که سرپرستی آن به عهده یک والد تنها است.

## تاریخچه
به علت میزان مرگ و میر والدین به دلیل بیماری، جنگ، قتل، حوادث ناشی از کار و مرگ و میر مادران ، تک والدی از لحاظ تاریخی رایج بوده‌است. تخمین‌های تاریخی نشان می‌دهد که در روستاهای فرانسه، انگلیس یا اسپانیا در قرون ۱۷ و ۱۸ حداقل یک سوم کودکان یکی از والدین خود را در دوران کودکی از دست داده‌اند. در میلان در قرن نوزدهم، تقریباً نیمی از کودکان حداقل یک والد را در ۲۰ سالگی از دست دادند. در قرن نوزدهم چین، تقریباً یک سوم پسران یکی از والدین یا هر دو را در سن ۱۵ سالگی از دست داده بودند. چنین فرزندپروری مجردی اغلب کوتاه مدت بود، زیرا نرخ ازدواج مجدد نیز زیاد بود.
طلاق به‌طور کلی از نظر تاریخی نادر بوده (گرچه این به فرهنگ و عصر بستگی دارد)، و به ویژه پس از سقوط امپراتوری روم، در اروپای قرون وسطی، به دلیل دخالت شدید دادگاه‌های کلیسا در زندگی خانوادگی، طلاق بسیار دشوار شد (البته فسخ نکاه و اشکال دیگر جدایی شایع تر بود).

## جمعیت‌شناسی

### خانوارها
در میان همه خانوارهای کشورهای سازمان همکاری و توسعه اقتصادی در سال ۲۰۱۱، نسبت خانوارهای تک والد در محدوده ۳–۱۱٪ با متوسط ۷٫۵٪ بود. بالاترین میزان در استرالیا (۱۰٪)، کانادا (۱۰٪)، مکزیک (۱۰٪)، ایالات متحده (۱۰٪)، لیتوانی (۱۰٪)، کاستاریکا (۱۱٪)، لتونی (۱۱٪) و نیوزیلند بود. (۱۱٪) در حالی که کمترین میزان آن در ژاپن (۳٪)، یونان (۴٪)، سوئیس (۴٪)، بلغارستان (۵)، کرواسی (۵٪)، آلمان (۵٪)، ایتالیا (۵٪) و قبرس (۵٪) بوده‌است. این نسبت در ایرلند و انگلستان ۹ درصد بود.
در میان خانوارهای دارای فرزند در سال ۲۰۰۵/۰۹، نسبت خانوارهای تک والدی ۱۰٪ در ژاپن، ۱۶٪ در هلند، ۱۹٪ در سوئد، ۲۰٪ در فرانسه، ۲۲٪ در دانمارک، ۲۲٪ در آلمان، ۲۳٪ بود. در ایرلند، ۲۵٪ در کانادا، ۲۵٪ در انگلستان و ۳۰٪ در ایالات متحده. نسبت ایالات متحده از ۲۰٪ در ۱۹۸۰ به ۳۰٪ در ۲۰۰۸ افزایش یافت.
در تمام کشورهای OECD، بیشتر خانواده‌های تک والد توسط مادر اداره می‌شدند. نسبت تحت مراقبت پدر بین ۹ تا ۲۵ درصد متغیر است. کمترین میزان آن در استونی (۹٪)، کاستاریکا (۱۰٪)، قبرس (۱۰٪)، ژاپن (۱۰٪)، ایرلند (۱۰٪) و انگلیس (۱۲٪) بود، در حالی که بالاترین میزان در نروژ بود (۲۲٪)، اسپانیا (۲۳٪)، سوئد (۲۴٪)، رومانی (۲۵٪) و ایالات متحده (۲۵٪) بود. این اعداد برای کانادا، استرالیا یا نیوزیلند ارائه نشده‌است.

### فرزندان
در سال ۲۰۱۶/۱۷، نسبت کودکانی که در یک خانواده تک والدی زندگی می‌کنند بین ۶ تا ۲۸ درصد در کشورهای مختلف OECD متغیر بوده و به‌طور متوسط در کشورهای OECD هفده درصد است. کمترین میزان آن در ترکیه (۲۰۱۵، ۶٪)، یونان (۸٪)، کرواسی (۸٪) و لهستان (۱۰٪) بود، در حالی که بالاترین میزان در فرانسه (۲۳٪)، انگلستان (۲۳٪)، بلژیک (۲۵٪)، لیتوانی (۲۵٪)، ایالات متحده (۲۷٪) و لتونی (۲۸٪) است. در ایرلند و کانادا ۱۹ درصد بوده‌است.
در میان کودکانی که در یک خانواده تک والدی زندگی می‌کنند، بیشتر آنها در درجه اول با مادر خود و در درجه بعد با پدر خود زندگی می‌کنند، در حالی که فرزندان دیگر دارای یک قرارداد ''والدین مشترک'' دارند که در آن زمان تقریباً برابر را با پدر و مادر خود می‌گذرانند. در میان کسانی که در درجه اول با یک پدر و مادر تنها هستند، بیشتر آنها با مادر خود زندگی می‌کنند. در سال ۲۰۱۶ (یا آخرین آمار موجود)، نسبت کودکان ۶–۱۲ ساله که عمدتاً با پدر تنها زندگی می‌کنند بین ۵ تا ۳۶ درصد در میان کشورهای مختلف OECD است. بالاترین میزان در بلژیک (۱۷٪)، ایسلند (۱۹٪)، اسلوونی (۲۰٪)، فرانسه (۲۲٪)، نروژ (۲۳٪) و سوئد (۳۶٪) بود، در حالی که کمترین میزان آن در لیتوانی (۴٪)، ایرلند (۵٪)، لهستان (۵٪)، استونی (۷٪)، اتریش (۷٪) و انگلیس (۸٪) بود. در ایالات متحده ۱۵ درصد بود.

## تأثیر بر والدین

### مادران تنها
بیش از ۹٫۵ میلیون خانواده آمریکایی توسط یک زن اداره می‌شوند. مادران تنها ممکن است دارای مشکلات بهداشت روان و مالی باشند، در یک منطقه کم درآمد زندگی کنند و از حمایت اجتماعی پایین برخوردار شوند. هنگام ارزیابی سلامت روان مادران تنها، همه این عوامل مورد توجه قرار می‌گیرند. وقوع بیماری روانی متوسط تا شدید در مادران تنها با ۷/۲۸٪ نسبت به مادران شریک با ۷/۱۵٪ بارزتر بود. این ناتوانی‌های ذهنی شامل اضطراب و افسردگی (حالت) است. مشکلات مالی همچنین بر سلامت روان مادران تنها تأثیر می‌گذارد. زنان ۱۵ تا ۲۴ ساله، به احتمال زیاد در یک منطقه اقتصادی - اجتماعی پایین زندگی می‌کنند، یک فرزند دارند و سال آخر دبیرستان را به پایان نمی‌رسانند. گزارش شده‌است که این زنان در دو منطقه کم درآمد قرار دارند و سلامت روان آنها بسیار کمتر از مناطق با درآمد بالاتر است.

## تأثیر بر کودکان
به گفته دیوید بلانکنهورن، پاتریک فاگان، میچ پرلشتاین دیوید پوپنوئه و باربارا دافو وایتهد، زندگی در یک خانواده تک والد با عدم موفقیت در مدرسه، مشکلات بزهکاری، مصرف مواد مخدر، حاملگی نوجوانان، فقر و وابستگی بهزیستی در ایالات متحده همراه است. سوت لینگ پونگ با استفاده از مدل‌سازی چندسطحی نشان داده‌است که تعداد زیادی از کودکان آمریکایی از خانواده‌های تک والد در آزمون‌های ریاضیات و موفقیت در خواندن ضعیف عمل می‌کنند.

## تأثیر بر جامعه آمریکا
در سال ۲۰۱۷، اداره سرشماری ایالات متحده گزارشی را منتشر کرد که تعداد فرزندان در خانواده‌های تک والد را بر اساس نژاد خانواده تقسیم می‌کند. این گزارش اختلافات چشمگیری در میزان خانواده‌های تک والد در میان نژادهای مورد بررسی نشان داد.

## هنجارها و نگرش‌های فرهنگی
درمورد اینکه کدام یک از مولفه‌های ساختار خانواده، به ویژه در ایالات متحده مهمتر است، در میان کارشناسان بحث‌هایی وجود دارد. حتی برخی استدلال می‌کنند یک خانواده تک والد، در واقع اصلاً یک خانواده نیست. در جامعه آمریکا که سطح زندگی در آنها بسیار بالا است، مادران مجرد و پدران مجرد احتمالاً فقیر هستند، نه تنها به این دلیل که در خانه کمکی ندارند، بلکه پول زیادی هم برای شروع ندارند. با توجه به این، بحث‌های اخیر سیاست‌های عمومی بر این مبنا بوده‌است که آیا دولت باید به خانوارهای تک والد کمک کند یا خیر، که برخی معتقدند فقر را کاهش می‌دهد و وضعیت آنها را بهبود می‌بخشد، یا در عوض به موضوعات گسترده‌تری مانند حمایت از اشتغال این قشر توجه می‌کنند. علاوه بر این، در مورد تأثیرات رفتاری کودکان با والدین زندانی بحث شده‌است و اینکه چگونه از دست دادن یکی از والدین یا هر دو در اثر حبس بر عملکرد تحصیلی و رفاه اجتماعی آنها با دیگران تأثیر می‌گذارد.

## علل تک والدی

### پدر و مادر بیوه
از نظر تاریخی، مرگ یک شریک زندگی یکی از دلایل عمده تک والدی بوده‌است. بیماری و مرگ مادران به ندرت منجر به بیوه شدن یا به وجود آمدن بیوه ای می‌شود که مسئولیت کودکان را عهده‌دار است. در زمان‌های مشخص ممکن است جنگ‌ها تعداد قابل توجهی از خانواده‌ها را تک والد کند. پیشرفت‌های بهداشتی و مراقبت‌های بهداشتی مادران باعث کاهش مرگ و میر در سنین باروری شده‌است، و مرگ را به عنوان یک علت نادر از تک‌والدی تبدیل کرده‌است.

### پدر و مادر مطلقه

#### آمار طلاق
در سال ۲۰۰۹، میزان کلی طلاق در ایالات متحده در حدود ۹/۱۰۰۰ بود. همچنین مشخص شد کهدر جنوب بیشتر و نرخ آن در حدود ۱۰٫۵ / ۱۰۰۰ است، در مقابل شمال که در حدود ۷/۱۰۰۰ است. این امر منجر شد که حدود ۱٫۵٪ (حدود ۱ میلیون) کودک در خانه پدر یا مادری که اخیراً طلاق گرفته‌اند زندگی کنند. در کنار این، نشان داده شده‌است که در حدود ۱۰ سال گذشته، ازدواج‌های اول ۴۰٪ احتمال دارد که به طلاق ختم شود. و برای سایر ازدواج‌ها پس از طلاق اول، احتمال طلاق دیگر افزایش می‌یابد. در سال ۲۰۰۳، یک مطالعه نشان داد که حدود ۶۹ درصد از کودکان آمریکایی در خانه ای زندگی می‌کنند که ساختاری متفاوت از خانواده هسته ای معمولی دارد. این امر به حدود ۳۰٪ زندگی با ناپدری، ۲۳٪ زندگی با مادر بیولوژیکی، ۶٪ با پدربزرگ و مادربزرگ به عنوان سرپرست، ۴٪ با پدر بیولوژیکی، ۴٪ و درصد کمی، ۱٪ با شخصی که از اقوام مستقیم نیست تقسیم شده‌است.

### بچه‌آوری زن مجرد

#### بارداری ناخواسته
برخی از زایمان‌های خارج از ازدواج در نظر گرفته می‌شوند، اما بسیاری از آنها ناخواسته است. زایمان‌های خارج از ازدواج غالباً مورد قبول جامعه نیستند و اغلب منجر به تک والدی می‌شوند. همچنین ممکن است یکی از شریک‌ها، شخص دیگر را ترک و از مسئولیت تربیت کودک شانه خالی کند. این امر ممکن است به کودک نیز آسیب برساند. در مواردی که این امر پذیرفته شده نباشند، گاهی اوقات منجر به ازدواج اجباری می‌شود، با این وجود چنین ازدواج‌هایی بیشتر شکست می‌خورد.

#### انتخاب
برخی از افراد تصمیم می‌گیرند که به تنهایی باردار و پدر و مادر شوند. بعضی تصمیم می‌گیرند فرزندخوانده بگیرند؛ که به‌طور معمول در غرب با عنوان «مادران مجرد انتخابی» یا «مادران انتخابی» شناخته می‌شوند، پدران نیز (کمتر معمول) ممکن است تصمیم بگیرند که از طریق فرزندخواندگی یا رحم اجاره‌ای، تک‌والد شوند. بسیاری از افراد پس از پیدا نکردن فرد مناسب برای تربیت فرزندان، با انتخاب خود به تک فرزندی روی می‌آورند و در مورد زنان، این امر اغلب به دلیل تمایل به داشتن فرزندان بیولوژیکی پیش از آنکه خیلی دیر شود انجام می‌شود.

### فرزندخواندگی تک والدی

یک مادرتنها و فرزند

#### تاریخچه فرزندخواندگی تک والدین
فرزندخواندگی تنها از اواسط قرن نوزدهم وجود داشته‌است. مردان به‌ندرت تمایلی به پدرخوانده تک‌والد شدن داشته‌اند. غالباً، کودکانی که توسط یک فرد به فرزندی پذیرفته می‌شدند، به صورت جفت، بزرگ تربیت می‌شدند و بسیاری از فرزندان‌خوانده‌ها توسط زنان و مردان همجنسگرا، به عنوان فرزندخوانده تک والد پذیرفته می‌شدند. در اواسط قرن نوزدهم بسیاری از مقامات امور رفاهی دولت، فرزندخواندگی را برای افراد مجرد، دشوار اما نه غیرممکن توصیف کردند، زیرا آژانس‌ها به دنبال خانواده‌های «عادی» با مردان و زنان متأهل بودند.

#### ملاحظات
فرزندخواندگی تک والد بحث‌برانگیز است. با این حال، هنوز بر طلاق ترجیح داده می‌شود، زیرا والدین مطلقه استرسی غیر ضروری را بر کودک اعمال می‌کنند. در یک مطالعه، مصاحبه‌کنندگان از بچه‌ها سوالاتی در مورد سبک زندگی جدید آنها در یک خانه با تک‌والد پرسیدند. مصاحبه‌کننده دریافت که وقتی از آنها در مورد ترس سؤال می‌شود، تعداد زیادی از کودکان از بیماری یا آسیب والدین می‌ترسند. وقتی از آنها در مورد خوشبختی سؤال شد، نیمی از کودکان در مورد بیرون رفتن از خانه با تک‌والد پدرخوانده یا مادرخوانده خود صحبت کردند. فرد مجردی که می‌خواهد بچه‌ای را به فرزندی قبول کند باید مراقب چالش‌هایی که ممکن است با آن روبرو شود باشد و آژانس‌های خاصی وجود دارند که به هیچ وجه با تک والدی که فرزندخوانده می‌گیرد کار نمی‌کنند. والدین تنها، فقط درآمد خود را برای تأمین هزینه‌های زندگی خود دارند و بنابراین در صورت بروز اتفاقی برای فرزندان، بالقوه ممکن است برنامه پشتیبان نداشته باشند. مسافرت نیز این مسئله را پیچیده‌تر می‌کند، زیرا کودک یا باید تحت مراقبت شخص دیگری باشد، یا باید با فرد همراه شود.